# Nemertinoides wolfgangi
Espèce
Nemertinoides wolfgangi est une espèce de némertodermatides de la famille des Nemertodermatidae, des vers marins microscopiques.

## Répartition
Cette espèce est endémique de la mer Méditerranée.

## Description
Nemertinoides wolfgangi mesure jusqu'à 5 mm.

## Étymologie
Cette espèce est nommée en l'honneur de Wolfgang Sterrer.

## Publication originale
- Meyer-Wachsmuth, Curini Galletti & Jondelius, 2014 : Hyper-Cryptic Marine Meiofauna: Species Complexes in Nemertodermatida. PLOS ONE, vol. 9, no 9, p. e107688.